# 1st Bassman
| Recensione | Giudizio |
| ---------- | -------- |
| AllMusic   | [ 1 ]    |

1st Bassman è un album discografico di Paul Chambers, pubblicato dall'etichetta discografica Vee-Jay Records nell'agosto del 1960.

## Tracce
Lato A
1. Melody – 4:08 (Yusef Lateef)
2. Bass Region – 10:35 (Yusef Lateef)

Lato B
1. Retrogress – 3:29 (Yusef Lateef)
2. Mopp Shoe Blues – 6:05 (Yusef Lateef)
3. Blessed – 7:04 (Yusef Lateef)

Edizione CD del 1997, pubblicato dalla Vee-Jay Records (VJ-004)
1. Melody – 4:08 (Yusef Lateef)
2. Bass Region – 10:35 (Yusef Lateef)
3. Retrogress – 3:29 (Yusef Lateef)
4. Mopp Shoe Blues – 6:05 (Yusef Lateef)
5. Blessed – 7:04 (Yusef Lateef)
6. Who's Blues – 8:24 (Cannonball Adderley) – Bonus Track

- Il brano Who's Blues è il titolo alternativo del brano Shades of Blue, registrato nel febbraio 1959 al Universal Recording di Chicago, Il..

## Musicisti
- Paul Chambers - contrabbasso
- Yusef Lateef - sassofono tenore
- Yusef Lateef - flauto (solo nel brano: Blessed)
- Tommy Turrentine - tromba
- Curtis Fuller - trombone
- Wynton Kelly - pianoforte
- Lex Humphries - batteria[3]

Who's Blues
- Paul Chambers - contrabbasso
- Cannonball Adderley - sassofono alto
- Wynton Kelly - pianoforte
- Jimmy Cobb - batteria[4]